# Unterwindach
Unterwindach ist eine Gemarkung im oberbayerischen Landkreis Landsberg am Lech.
Bis in die 1960er war das damalige Pfarrdorf Oberwindach ein Gemeindeteil der Gemeinde Windach.

## Geographie
Die Gemarkung Unterwindach, Nummer 099073, hat eine Fläche von etwa 643 Hektar und liegt vollständig auf dem Gemeindegebiet von Windach. Auf der Gemarkung liegen der westliche und nordöstliche Teil des Gemeindeteils Windach.

## Geschichte
Die Gemarkung Unterwindach links des Flusses Windach umfasst auch auf der anderen Uferseite den ehemaligen Ortsteil Mitterwindach mit dem Burgstall des Ortsadels. Der ab 1442 als Hofmark bezeichnete Besitz war über die Rehlinger an die Herren von Schmiechen gekommen. 1596 kaufte die Patrizierfamilie Füll aus München die Hofmark, in deren Händen sie bis 1825 blieb.
Die Gemeinde Unterwindach bestand 1925 aus dem Pfarrdorf Unterwindach und dem Dorf Mitterwindach, hatte 493 Einwohner und eine Fläche von 622,27 Hektar.
Am 1. April 1939 wurden die Gemeinden Oberwindach und Unterwindach zur neuen Gemeinde Windach zusammengeschlossen.

## Baudenkmäler
Siehe auch: Liste der Baudenkmäler in Windach
- Katholische Kirche St. Petrus und Paulus, erbaut Anfang des 16. Jahrhunderts
- Ehemaliges Schloss, jetzt Rathaus

## Bodendenkmäler
- Abschnittsbefestigung Unterwindach